# Rumunia na Mistrzostwach Świata w Lekkoatletyce 2017
Rumunia na Mistrzostwach Świata w Lekkoatletyce 2017 – reprezentacja Rumunii podczas mistrzostw świata w Londynie liczyła 15 zawodników, którzy nie zdobyli żadnego medalu.

## Skład reprezentacji
Mężczyźni
| Zawodnik              | Konkurencja   | Finał    | Finał   |
| Zawodnik              | Konkurencja   | Rezultat | Pozycja |
| --------------------- | ------------- | -------- | ------- |
| Marius Ionescu        | maraton       | DNF      | DNF     |
| Narcis Ștefan Mihăilă | chód na 50 km | 4:02:27  | 31.     |
| Florin Alin Stirbu    | chód na 50 km | DSQ      | DSQ     |

| Zawodnik        | Konkurencja    | Kwalifikacje | Kwalifikacje | Finał | Finał   |
| Zawodnik        | Konkurencja    | Wynik        | Pozycja      | Wynik | Pozycja |
| --------------- | -------------- | ------------ | ------------ | ----- | ------- |
| Andrei Gag      | pchnięcie kulą | 21,61        | 11. q        | 19,96 | 12.     |
| Alexandru Novac | rzut oszczepem | 74,67        | 29.          | NQ    | NQ      |

Kobiety
| Zawodniczka            | Konkurencja         | Eliminacje | Eliminacje | Półfinał | Półfinał | Finał    | Finał   |
| Zawodniczka            | Konkurencja         | Rezultat   | Pozycja    | Rezultat | Pozycja  | Rezultat | Pozycja |
| ---------------------- | ------------------- | ---------- | ---------- | -------- | -------- | -------- | ------- |
| Bianca Răzor           | bieg na 400 metrów  | 51,64      | 15. q      | 52,09    | 18.      | NQ       | NQ      |
| Claudia Bobocea        | bieg na 1500 metrów | 4:11,20    | 35.        | NQ       | NQ       | NQ       | NQ      |
| Liliana Maria Dragomir | maraton             | —          | —          | —        | —        | 2:53:30  | 67.     |
| Paula-Claudia Todoran  | maraton             | —          | —          | —        | —        | DNF      | DNF     |
| Andreea Arsine         | chód na 20 km       | —          | —          | —        | —        | 1:33:46  | 31.     |
| Ana Veronica Rodean    | chód na 20 km       | —          | —          | —        | —        | 1:34:50  | 34.     |

| Zawodniczka          | Konkurencja | Kwalifikacje | Kwalifikacje | Finał | Finał   |
| Zawodniczka          | Konkurencja | Wynik        | Pozycja      | Wynik | Pozycja |
| -------------------- | ----------- | ------------ | ------------ | ----- | ------- |
| Angela Moroșanu      | skok w dal  | 5,92         | 27.          | NQ    | NQ      |
| Alina Rotaru         | skok w dal  | 6,50         | 1. q         | 6,46  | 12.     |
| Elena Panțuroiu      | trójskok    | 14,02        | 14.          | NQ    | NQ      |
| Bianca Perie-Ghelber | rzut młotem | 65,07        | 24.          | NQ    | NQ      |